# Rathaus Homberg (Ohm)

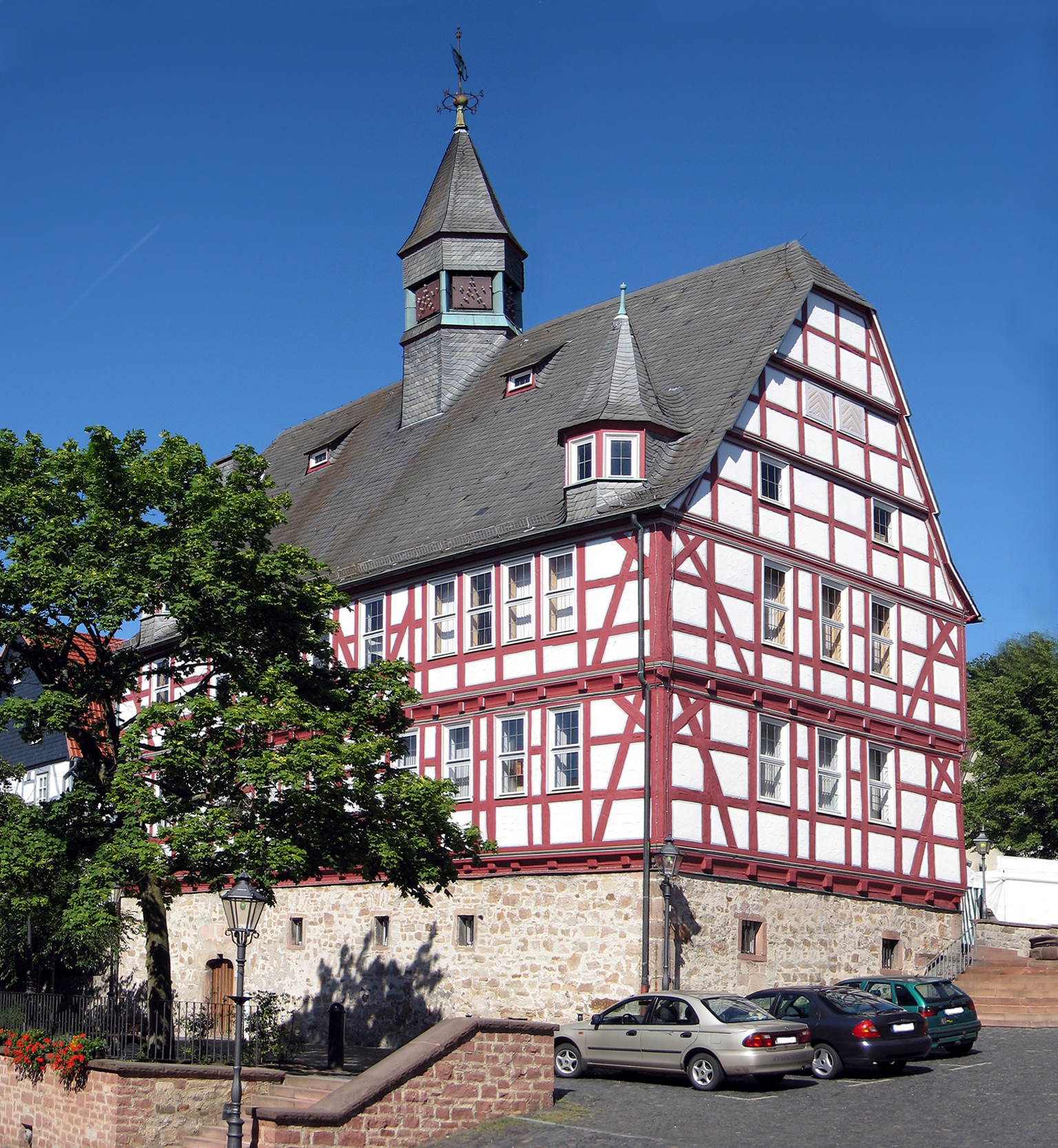
Rathaus in Homberg

Das Rathaus in Homberg, einer Stadt im Vogelsbergkreis in Hessen, wurde 1539 errichtet. Das Fachwerkhaus am Marktplatz ist ein geschütztes Baudenkmal. Bis 1892 war das Rathaus auch Sitz des Land- bzw. Amtsgerichtes.

## Beschreibung
Der zweigeschossige Fachwerkbau auf einem massiven Erdgeschoss besitzt einen dreistöckigen Dachstuhl. Da das Gebäude am Hang erbaut wurde, liegt ein Teil des Erdgeschosses unter Niveau. Auf dem Satteldach mit kleinem Walm sitzt ein sechsseitiger Dachreiter. Drei von den vier achtseitigen Ecktürmchen wurden bei der umfassenden Restaurierung in den Jahren 1965 bis 1968 wieder rekonstruiert. Die schmucklose Fachwerkkonstruktion besteht aus sogenannten Alsfelder Streben, die mit Kopfbändern gekreuzt sind.  